# ドラムセット
ドラムセットは、大小様々なドラムやシンバルなどの打楽器を一人の奏者が演奏可能な配置にまとめたもので、特定の楽器の名称ではなく概念である。通常椅子に腰掛けて演奏する。主にポピュラー音楽で使用される。ドラムキット、ドラムスともいう。略称はDr. Drs. Ds. Drms.またはDrums.。ドラムセットの楽器パートや演奏者（ドラマー）を表す言葉としてドラムスと呼ぶこともある。
ドラムセットに組み込まれる打楽器類の種類や数は、奏者の好み・音楽的方向性・経済的事情等により多種多様である。
ドラムセット（ドラムの組み合わせ）と言う名称ではあるが、シンバルなどドラム（太鼓）ではない打楽器がセットの中に組み込まれている。また、ドラムセットという用語は本稿で説明する概念を表すものであり、ドラムが組み合わされた（セットにされた）一般的な事柄（上位概念）を示す用語ではない。そのため複数の太鼓を組み合わせた（セットにした）ボンゴやマルチタム、コンガを複数配置することはドラムセットとは呼ばない。
誤用ではあるが、文脈上で確実に理解できる場合にはドラムセットやその奏者を「ドラム」と略す場合がある。

## 歴史
欧米の軍楽隊にて、体に付けたバスドラム（大太鼓）の上にシンバルをセットする発想が生まれた。そして1894年、小太鼓奏者“ディー・ディー”エドワード・チャンドラーによって、足でバスドラムを打つペダルが考案された。
しかし、それまではもっぱらバスドラムとスネアドラムによって演奏されるような、マーチング・バンドの延長でしかなかった。そのドラムセットが劇的に変化する切っ掛けになった最大の発明がハイハットであると言えよう。これは元々、ジャズドラマーのベイビー・ドッズが演奏中に左足を規則的に動かしていたのを見た観客が「せっかくならその動きを利用できないか」と考えた結果生まれた、左足で二枚のシンバルを叩き合わせるペダル付の楽器「ソック・シンバル（別名：ロー・ボーイ）」という楽器を改良したものである。
これにより、現代的なドラムセット並びにビートのスタイルが生まれ出たとされている。

## 構成

### 一般的なドラムセット

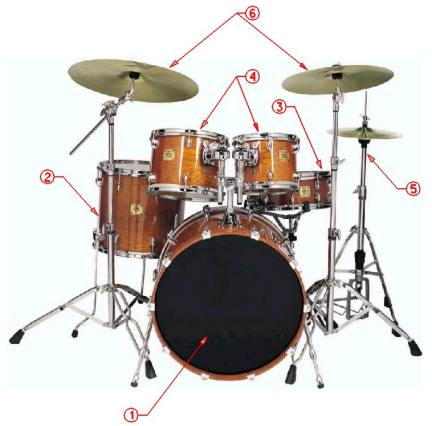
ドラムセットの構成

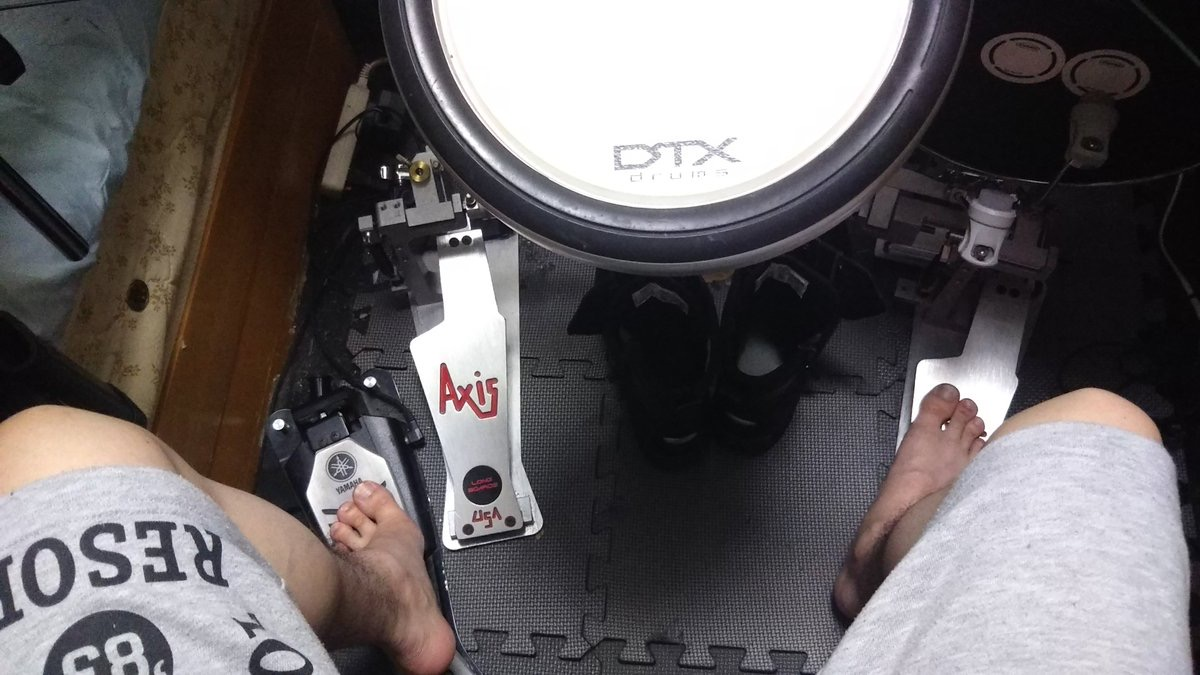
アクシスパーカッションのペダル。

バスドラム（写真内 1）
Bass Drumと表記することから「ベースドラム」「ベードラ」「バスドラ」と呼ぶ場合もある（アメリカなどの英語圏では「ベースドラム」と呼ぶのが一般的）。いわゆる大太鼓。他に「キック」（Kick）と呼ぶこともある。右利きの場合、奏者の右足側の床に横倒し（ヘッドを地面に対して垂直）に設置し、ペダルを踏んで演奏する。
フロアタム（写真内 2）
床に直接置くので「フロア（floor） ・タム」と呼ばれる。右利きの場合、奏者の右側に設置するのが一般的。大口径のタムで代用する場合もある。並び順はタムと同様。
スネアドラム（写真内 3）
ドラムは座って演奏するので、奏者の膝の高さに専用のスタンドで設置する。「サイドドラム」と呼ぶ場合もある。いわゆる小太鼓。ボトム側（スネアサイド）のヘッドにスナッピー（スナッピーは日本独自の言い方で、通常はスネア若しくはスネアワイヤーと呼ぶ）と呼ばれるスチールないしブラスなどの金属製の響線が装着されている事が最大の特徴である。胴の深さは一般的に5インチ（約13センチメートル）前後、口径は14インチ（約36センチメートル）が主流であるが、胴深6インチ以上のものや、3 - 4インチ程度のもの、口径が14インチ以外(10インチ、12インチ、13インチ、15インチなど)のものなど多種多様である。浅めのスネアドラムは「ピッコロスネア」とも呼ばれている。
トムトム（タムタム）（写真内 4）
ドラムセットでは「タム」と呼ぶのが一般的。（クラシックの打楽器奏者は「Tam Tam=タムタム=銅鑼」とを明確に区別するため、「トム」「トムトム」と呼んでいる。）バスドラムやシンバルスタンドに取り付けたホルダーまたは専用のスタンドを使い、バスドラムの上付近に設置する。複数設置する場合は、右利きの場合主に左から右へ小さい順に並べるのが一般的である。口径の異なる2つのタムを設置する右の写真のような構成に限らず、タム1つのみを配した、いわゆる「ワンタム」と呼ばれるシンプルな構成がなされることもあり、設置する個数、口径に決まりはない。高橋まこと（元BOØWY）や真矢（LUNA SEA）、テリー・ボジオ、大久保宙のように、タムだけで10個以上を配するセットを組む奏者も存在する。
ハイハットシンバル（写真内 5）
右利きの場合、奏者の左足側、スネアドラムの直近に専用のスタンドで設置する。またワイヤーを使って奏者の右側や自由な位置に設置するリモートハットもある。また、ツー・バス演奏時に左足を使用できない状態で、クローズ音が欲しい場合や、常時ハーフ・オープンの音が欲しい場合に使用するクローズド・ハットといったものもある。左側に設置している場合、腕をクロスさせて右腕で叩く「クロスハンド奏法」が一般的だが、腕をクロスさせずに左腕で叩く「オープンハンド奏法」で叩く奏者も存在する（オープンハンドの項を参照）。スティックだけでなく、バスドラムと同じようにペダルを使うことが多く大半は左足で操作する。
シンバル（写真内 6）
設置にはスタンドを用いる。ライドシンバル（トップシンバルとも）やクラッシュシンバル（サイドシンバル）、エフェクトシンバル（チャイナ、スプラッシュ、ベル、ゴング、カップチャイム、重ねシンバル）などがあり、ライドシンバルはフロアタムの上付近に設置するのが一般的。その他のシンバルの配置は奏者の好みによる。一般的にライドシンバルはリズムをキープする目的で使われ大口径（主に20インチ - 22インチだが、19インチや24インチのものまで存在する）で厚い。クラッシュシンバルは曲中でアクセントを付けるときに使用される。一般的にライドシンバルより小口径（主に16インチ - 18インチだがこちらも14インチや20インチ以上のものもある）で薄い。
ドラムスティック
ドラムは、パフォーマンスの延長として手で叩く場合もあるが、主にスティックといわれる桴（ばち）が用いられる。一般的には、ヒッコリーで出来たものが多く、メイプルやオークで出来たものもある。少数派としてアルミ製、プラスチック製、ファイバー製のものや、内部に発光体を入れたものなども存在する。木製のスティックの先端（チップ）には、木製のものが一般的であるが、ナイロン製のものも各社から販売されている。スティックに似たもので、ブラシや、ロッズと呼ばれる細い棒を束ねたもので演奏する場合もある。より優しい表現が求められた時、ブラシやロッズが用いられることが多い。逆に、より太く重い音を出したい場合、先が球状になったマレットで演奏する場合がある。その場合は、ドラムスキンを破損しないよう、大抵マリンバ用に準じた柔らかいものが用いられる。

#### ドラムセットに組み込まれることがあるその他の主な打楽器
| - カウベル - バーチャイム（ウィンドチャイム/ラインベル） - トライアングル - タムタム - タンブリン - ゴング（銅鑼） - ベルバー - メタルクラッシュ - ロートクラッシュ - ロートキック - アゴゴ - ロートタム - キャノンタム（オクトバン） - ゴングバス（ゴングドラム） | - ティンバレス - ジャンベ - ティンパニ - エレクトロニックドラム - ウッドブロック - グラナイトブロック - ボンゴ - コンガ - メロディックタム（エイトタム、ティンプトム） - 木魚（テンプルブロック） - チャチャベル - リモートハイハット - リモートバスドラム - タンボリン |

### レイアウト
セットのレイアウトは、時代性もあり、一概に演奏するジャンルによって分けることはできない。ただし、その傾向というのは顕著であり、現在のジャズ・シーンでは小口径の物を使用するのが流行で、バスドラ18インチ、フロアー14インチ、タム12インチ、といったスタイルが好まれている。かつてはトニー・ウィリアムスを筆頭にバスドラ22インチ、タム12インチ、13インチ,フロアタム16インチといったものが流行し、中には名手バディ・リッチがバスドラ24インチを配していたことも特記できる。
また、ロックではバスドラ22インチ以上を基にしたセットが好まれていることが傾向としてある。
レイアウトにも流行があり、60年代は点数の少ない極小キット、70年代は反対に多点キット、80年代はさらに数が増えた超多点キットであった。しかし、90年代から現在については60年代のレイアウトに戻ってしまっている。ロカビリーバンドに於いては椅子を使用せず立って演奏するミュージシャンも散見される。
こういった時代性もあるが、主体となるのは演奏者本人が何をしたいかということであり、時代の波にしたがわずに自分のセットにこだわっているドラマーも多数いる。

## ドラム

### シェル（胴）の材質と成型
ドラムシェルには様々な材質が用いられる。スネア以外のドラム（以下、ここでは簡易的にセットと称する）はウッドが多く用いられるが、スネアドラムはウッドに限らず、金属製のものも愛用者は多い。しかし、なかにはファイバーグラス、アクリル、カーボンなどを使用しているものもある。 セットの主たる材質としてメイプル、バーチが筆頭に上げられるが、上質なマホガニーなども使用される。これらは各メーカーともに高級機種に用いられるが、安価なモノにはポプラ、フィリピン・マホガニーなどの安価な材質が使用される。また、高級感を出すために化粧板にアッシュ、コルディアといった木目の美しいものを採用する場合もある。ただし、ここで注意すべき点は、同じ名前の材であっても産地によって全く異なることがある。たとえばバーチなどは、高級機種にも安価な機種にも使用されるが、一言で「バーチ」といっても、世界的には約40種類があるといわれ、そのうち良質とされるのはごく限られた数種類のものしかなく、一概に材の名前だけを元に質を判断することは出来ない。
通常、ドラムの成型は、薄い板材に接着剤を塗り熱や圧力を加えて合板を作成、それらに接着剤を付け筒状に成型する手法が多い。真円度が最も重要であるが、各メーカーによってその製造方法は異なる。ちなみに4枚の組み合せは4プライ、6枚の組み合せは6プライと呼ばれる。ただし、メーカーによって一枚ごとの厚みは異なるので、一概にプライ数では比較できない。
2013年4月現在、現存するドラムシェルには、既述したウッド、合成樹脂の他、多種の金属（リン青銅、赤銅、真鍮、鉄、ステンレス・スティール、アルミ、チタン、合金）など様々な素材が用いられ、その形成法も多岐に渡る。一般的にそれぞれに特徴的な音色があるとされるが、他の多くの楽器同様、それのみが楽器から発せられる音質を決定づける要因の全てではない。したがって、ドラムの選択においては、種々の情報を鵜呑みにする事はせず、必ず自分の耳で音色を確認し選択すべきである。

### 口径と深さ
一般的にバスドラムは口径20インチまたは22インチが多く使用される。しかし、ジャズや小規模バンドの場合18インチという小口径を使うこともあり、逆に大音量のロックやジャズのビッグ・バンドでは24インチや26インチの大口径バスドラが使用されることがある。かつては深さ14インチが汎用的であったが、近年では16インチから18インチのものが多く見受けられる。
口径が大きいと低音が出やすく深さが深いとサステインが長くなり、音圧が高くなるが、アタックを強調したい場合には深さをセーブする。同じくアタックを強調する手法として、フロント・ヘッド（打面とは反対側）に10インチ程度の穴を空けたり、ミュートという手法が効果的である。ミュートには胴内に毛布を入れ打面裏に接触させる手法や、胴内にウェイトを入れ胴の振動を押さえ込む手法がある。
フロアタムは18インチ、16インチ、14インチの3種類が多いが、まれに15インチや20インチなどを使用するドラマーもいる。
タムについては、8インチ、10インチ、12インチ、13インチ、14インチ、15インチ、16インチ程度が一般的であるが、かつては11インチのタムが存在したこともあった。これと同時に20インチのバスドラをセットする場合があるが、これはゴング・バスなどと称され、ヘッドは片側しか貼らない。
深さについては、例えば口径13インチを考えた場合、深さが9インチが標準胴、深さが10インチ,11インチで深胴、これを超えるものを超深胴ということがある。
80年代は超深胴が多く使用されていたが、現在はやや深い10（口径）×8（深さ）,12×9,13×10といったものが主流である。なお、口径×深さの順で表記するのは日本だけで、日本国外では深さ×口径の順になるので注意を要する。
また、裏面が存在しないタムタム（シングル・ヘッド・タム、またはメロディックタムやコンサートタムともいう）もあるが、アタック音が強調されかつドライな音色であるが、現在はこれを好む人は少なく、70年代の流行であった。
口径はかなり以前から変化はないが、深さについては時代の流れとともに変化が出てきている。浅胴から標準胴、そして深胴、そしてまた浅胴といった感じで流れているが、ここ最近はスネアをはじめ深胴の販売数が伸びてきている。

### ドラムヘッド
ドラムシェルの両端ないし片側の開口部に取り付ける振動膜である。
一般的に、円形に形成された硬質の枠をもち、フープによりこの枠が押し下げられることで振動膜がエッジに押し付けられ、張力が与えられる。
古くは動物の皮を使用していたが、1956年 Chick Evans がポリエステルをドラムヘッドとして使用したことに始まり、その優れた耐久性、耐天候性、製造コストの低さから、2013年4月現在、振動膜としてプラスティック素材を使用することが主流となっている。
用いる素材、形成法などの違いが膜鳴楽器であるドラムの音質に与える影響は大きく、直径や材質や打面用（バターサイドヘッド）と共鳴用（タムタムではボトムヘッド、スネアドラムではスネアサイドヘッド、バスドラムではフロントヘッドと呼ばれる）など様々なタイプのヘッドが市販されており、スネアドラムの共鳴用のヘッドには、スネア（スナッピー）の繊細な反応を得るために200 - 300ゲージ程度の専用ヘッドが用いるなど一般的な方法論がある。しかし、打面用と共鳴用に用いるヘッドに種類上の区別は無く、直径が合えば、表現したい音などによって現場の裁量で選択でき、前述の通り共鳴用のヘッドの有無も選択できる。
ドラムヘッドはドラムの表面積の多くを占め、聴衆やカメラに見えやすいため、メーカー名やバンド名が表記されていることが多い。ドラムセットも同様であるが、特にバスドラムの共鳴用ヘッドにはあらかじめメーカー名が入っていることが多い。バンド名や個人名を入れる事も多い。
消耗品であり、打面用、共鳴用問わずヘッドは演奏時の打撃により不均一に引き延ばされるため、破れるなど外観上明らかな損傷が無くても使用頻度に合わせた定期的な交換が必要となる。
主要なドラムヘッドメーカーには、REMO、EVANS、Aquarianがある。ドラムセットを購入する場合はヘッドは生産財として既に組み込まれていることが多い。

## バリエーション
ツーバス、ツインバス、ダブルベースドラム

右足のみでは不可能な高速かつ力強い連打を実現するため、左足側にもバスドラムを設置する。同口径のものを用いるケースと異口径のバスドラムを設置して幅広い楽曲に対応するケースがある。
ツインペダル、ダブルペダル、タブルフットペダル
特殊なペダルを使用し、バスドラム1個でツーバスと同じ奏法を可能にする。ただし、バスドラムが一個のためサスティーンがミュートさせ完全には同じにならない。ドラマーの好みや経済的理由、スペースの関係でツーバスにできない場合などに用いられる。
バスタム
通常のフロアタムを使わず、大口径のタムタムを使用する。
左利き用セッティング
打楽器類を全て左右逆に配置する。ツインペダルも左利き用のものが市販されている（Ex：イアン・ペイス、山田亘）。
ドラムラック
シンバルやタムタム等をスタンドを用いず、パイプや角棒を組み合わせたラックに取り付けたホルダーで設置する（スタンドと同時に使用する場合もある）。ドラムセットを移動しても同じセッティングを維持できる、特に打楽器の数が多い場合スタンドの足の配置に困らない等のメリットがあるが、一般にスタンドより高価である。ジェフ・ポーカロが考案し、特許も取得した。
リモートハイハット
ワイヤーケーブルでハイハットを遠隔操作するペダルを持つ、特殊なハイハット。自由なセッティングが可能となったラックの普及に伴い、同じく自由なセッティングを可能としたもの。
重ねシンバル
通常、シンバルは余韻を残すようにフェルトで挟み1枚で使用するのだが、直接かぶせるようにシンバルをセッティングする。これにより、余韻を意図的に止めアタック音を出す目的などで使用する。
サブスネア
1つだけのスネアでは楽曲の表現に不足する場合に用意するもの。大抵はメインスネアと比較して口径の異なるものや胴の深さを変えたものを用意し使用する。また、片方をスナッピーオン、他方をオフのものにすることもあり、演奏中にスナッピーを外すことなく音色を使い分けることができる。
スタンドプレイ
フルドラムキットに座る代わりに、バスドラム、スネアドラム、ハイハット、クラッシュシンバルだけで立って演奏する。（Ex：スリムジムファントム　他ロカビリー系）
エレクトロニックドラム（電子ドラム）
電子的に音を合成するもので、複数のパッドと音源から成る。アナログシンセサイザー音源を用いるもの、デジタルサンプリング技術を用いるもの、あるいは音素片を加工するモデリング技術を用いるものなどがある。
1980年代に発売されたリン・ドラムなどが電子回路によって音を作り出していたのに対し、21世紀初頭に登場したHighleads は打撃面やシンバルの振動をピックアップコイルによって電気信号に変換する。
打撃面にラバーやメッシュヘッドを用いたこれらのドラムは、打音を演奏音として使うアコースティックドラムに比べて音が静かなため、個人の練習用ドラムセットとして人気がある。また瞬時に音色を切り替えられたり環境に左右されない利点からレコーディングに使用されることもあるが、単体で用いたりアコースティックドラムと組み合わせたりすることもある。「トリガーモジュール」と呼ばれるセンサーを生ドラムに取り付けて生音とサンプリング音を合成して演奏や録音に使う方法もある。
キーボードやエレキギターなど一般的な電子・電気楽器と同様に、音の出力はスピーカーから行われる。ステージなどで大音量を得るには、PAあるいは楽器用アンプなどの増幅装置付きスピーカーが不可欠である。

## ドラムセットの楽譜
便宜的にパーカッション記号ないし、ヘ音記号を音部記号に持つ五線譜、あるいは音部記号の無い五線譜を用いて表されることが一般的であるが、それ自体は音階を持たないリズム譜の集合体であり、音高、符頭、アーティキュレーション記号などの書き分けと楽器操作との間に、ほぼ一対一の対応関係が有るという点でタブラチュア（Tab）譜の一種である。ただし、ギターやベース等のTab譜と違い、奏者によって（あるいは同一人物であっても）ドラムセットを構成する楽器の種類と数が大幅に変わるために、それらを表す譜面上の表記は一意に定まらない。したがって採譜者には略語、付録コメントなどで記譜方法を解説する事が本来的に求められる。
記譜例を以下に示す。
ドラム

左から、バスドラム、スネアドラム、フロアタム、ミドルタム、ハイタム。
シンバル

左から、ハイハットをペダルのみで演奏する場合、ハイハットをスティックで叩く場合、ライド、ベル、クラッシュ、チャイナまたはスプラッシュ（それぞれのシンバルについては、ドラムセットにおけるシンバルの種類を参照）。

## ドラムセットの音
| オーディオサンプル                                                 | オーディオサンプル                       | オーディオサンプル                    |
| パーツ                                                             | 演奏内容                                 | オーディオ （Vorbis: 矢印をクリック） |
| ------------------------------------------------------------------ | ---------------------------------------- | ------------------------------------- |
| スネアドラム                                                       | 消音しないスネアドラム                   |                                       |
| スネアドラム                                                       | 消音したスネアドラム                     |                                       |
| スネアドラム                                                       | リムショット                             |                                       |
| バスドラム                                                         | 消音したバスドラム                       |                                       |
| 1タム, 2タム                                                       | 8インチ (20 cm) ラックタム               |                                       |
| 1タム, 2タム                                                       | 12インチ (30 cm) ラックタム              |                                       |
| 1タム, 2タム                                                       | フロアタム                               |                                       |
| ハイハット                                                         | クローズド・ハイハット                   |                                       |
| ハイハット                                                         | オープン・ハイハット                     |                                       |
| ハイハット                                                         | フットペダルでハイハットを開閉（チック） |                                       |
| クラッシュシンバル                                                 | クラッシュシンバル                       |                                       |
| ライドシンバル                                                     | 普通に叩く                               |                                       |
| ライドシンバル                                                     | シンバルの「ベル」部分を叩く             |                                       |
| ライドシンバル                                                     | エッジを叩く                             |                                       |
| ビート                                                             | ハイハットの典型的なロックビート         |                                       |
| ビート                                                             | ライドシンバルの典型的なロックビート     |                                       |
| ウィキメディア・コモンズのドラムカテゴリにさらに多くの例があります |                                          |                                       |

## メーカー

### ドラムセット
ドラム、シンバル、ハードウェアなどを調達、製造し、自社ブランドとしてセットを販売しているブランドの一覧。
| - Ayotte（カナダ） - Bonney Drum Japan（日本） - Brady（オーストラリア） - Cadeson（台湾） - C&C（アメリカ） - Camco（アメリカ） - Craviotto（アメリカ） - ddrum（アメリカ） - DIXON（台湾） - Dunnett（カナダ） - Drum Workshop（アメリカ） - Fibes（アメリカ） - Gaai（アメリカ） - GRETSCH（アメリカ） - Harvest Drum（台湾） - Highleads（日本） - JD（台湾） - Kitano（日本） - Ludwig（アメリカ） - Mair（台湾） - MAPEX（台湾） | - NOBLE & COOLEY （アメリカ） - Odery（ブラジル） - Orange County Drum & Percussion（アメリカ） - Pacific（アメリカ） - Pearl（日本） - Pork Pie（アメリカ） - PREMiER（イギリス） - REMO（アメリカ） - RMV（ブラジル） - Rocketshells（アメリカ） - Rogers（アメリカ） - SAKAE（日本） - SJC（アメリカ） - Slingerland（アメリカ） - Solo drum（アメリカ） - SONOR（ドイツ） - SPAWN（アメリカ） - Steve Maxwell Custom Drum（アメリカ） - TAMA（日本） - TAYE（アメリカ） - Trick（アメリカ） - YAMAHA（日本） |

#### ドラム
ドラムセットに組み込まれる太鼓（シェル）を供給しているブランドを記載。
| - NEGI（日本） - CANOPUS（日本） - Sakae（日本） |

#### シンバルブランド
ドラムセットに組み込まれるシンバルブランドを記載。
| - Agean Cymbals（トルコ） - Anatolian（トルコ） - Amedia（トルコ） - Bosphorus（トルコ） - Dream（中国） - Factory Metal Percussion（アメリカ） - Hammerax（アメリカ） - Ibrahim Diril（トルコ） - Istanbul Agop（トルコ） - Istanbul Mehmet（トルコ） - KOIDE（日本） - Masterwork（トルコ） - Matt Bettis（アメリカ） | - Matt Nolan（イギリス） - Meinl（ドイツ） - Ming（台湾） - Ottavino（アメリカ） - PAiSTe（スイス） - SABIAN（カナダ） - Saluda（トルコ） - Spizzichino（イタリア） - Supernaturals Cymbals（トルコ） - Turkish（トルコ） - UFIP（イタリア） - Wuhan（中国） - Zildjian（アメリカ） |

### 電子ドラムメーカー
- Roland（日本）
- YAMAHA（日本）
- Highleads（日本）
- MEDERI（香港）
- ALESIS（アメリカ）
- XM edrum（台湾）
- Go edrum（台湾）